# Rhipidolestes asatoi
Rhipidolestes asatoi är en trollsländeart som beskrevs av Syoziro Asahina 1994. Rhipidolestes asatoi ingår i släktet Rhipidolestes och familjen Megapodagrionidae. IUCN kategoriserar arten globalt som livskraftig. Inga underarter finns listade i Catalogue of Life.